# Schönfeldspitze
La Schönfeldspitze est une montagne culminant à 2 653 mètres d'altitude dans le massif des Alpes de Berchtesgaden, en Autriche.

## Géographie

### Situation
La Schönfeldspitze se situe à la limite sud du massif, au-dessus de Maria Alm, à l'ouest du Hochkönig. Le sommet en forme de pyramide s'élève de manière impressionnante depuis le plateau karstique du Steinernes Meer dont il est le plus haut sommet et peut également être vu de Berchtesgaden.

## Ascension
L'ascension part fréquemment de Saalfelden ou de Maria Alm. Le Riemannhaus (2 177 m) est accessible par le Ramseidersteig. À partir de là, il y a plusieurs façons de grimper jusqu'au sommet. Tous les itinéraires habituels sont bien balisés.
La longue ascension du côté allemand commence au Königssee par des épingles raides jusqu'au Funtensee et au Kärlingerhaus (1 630 m). Après la limite des arbres, on entre dans le Steinerne Meer puis prend le Buchauer Scharte. L'ascension en Autriche du Buchauer Scharte à partir de Maria Alm est difficile.

## Croix sommitale
La croix sommitale est une pietà en bois avec la figure de Jésus mort qui forme la barre transversale. Elle est la création du sculpteur de Kaprun Anton Thuswaldner et installée par un groupe de jeunes de la section de Saalfeld du Club alpin autrichien à l'initiative de Wastl Wörgötter.
Fin juillet 2020, la croix est gravement endommagée probablement par un coup de foudre et est enlevée par hélicoptère en août. La nouvelle croix sommitale est installée à la mi-septembre 2020, créée par le jeune sculpteur de Maria Alm Raphael Gschwandtl d'après le modèle de Thuswaldner. Comme il y a 50 ans, Wastl Wörgötter est responsable de l'organisation.